# Jean Hubert (homme politique)
Pour les articles homonymes, voir Jean Hubert.
Jean-Roger Hubert ou Jean Hubert, né le 30 décembre 1908 à Vaucresson (Seine-et-Oise) et mort le 30 avril 1989 à Biarritz (Pyrénées Atlantiques) est un homme politique français, député de 1950 à 1951.

## Biographie
Fils d'un policier, directeur des renseignements généraux de Paris, Jean Hubert interrompt ses études et travail comme employé dans l'hôtellerie, puis dans une compagnie d'assurance.
Ses premiers engagement sont syndicaux, au sein de la CFTC, et plus globalement dans les milieux catholiques : à la jeunesse ouvrière chrétienne et aux Scouts de France.
Mobilisé au début de la seconde guerre mondiale, il revient à Paris lorsqu'il est rendu à la vie civile. Travaillant pour un commissaire-priseur, il est aussi investi à la Croix-Rouge, et apporte clandestinement son aide à des réfractaires au STO.
Adhérent au Mouvement républicain populaire à sa création, il en devient permanent, avec la responsabilité des relations extérieures, sous la responsabilité du secrétaire général.
Elu maire-adjoint du 20ème arrondissement de Paris en 1946, il s'investit dans le projet de construction d'un monument aux morts de son arrondissement, qui est réalisé en 1953.
Candidat à la députation en juin et novembre 1946, il n'est pas élu. Mais, après le décès de Marc Sangnier, il est appelé à le remplacer et entre à l'Assemblée nationale, en juin 1950.
Député peu actif, il se représente cependant, en deuxième position, sur la liste du MRP en 1951, mais n'est pas réélu.
Il se consacre alors à son mandat municipal.